# Xuất Lễ
Xuất Lễ là một xã thuộc huyện Cao Lộc, tỉnh Lạng Sơn, Việt Nam.
Xã Xuất Lễ có diện tích 75,46 km², dân số năm 1999 là 5.437 người, mật độ dân số đạt 72 người/km².
Theo thống kê năm 2019, xã Xuất Lễ có diện tích 75,46 km², dân số là 5.745 người, mật độ dân số đạt 76 người/km².